# Gmina Sala
Gmina Sala (szw. Sala kommun) – gmina w Szwecji, w regionie Västmanland, z siedzibą w Sala.
Pod względem zaludnienia Sala jest 112. gminą w Szwecji. Zamieszkuje ją 21 554 osób, z czego 50,45% to kobiety (10 873) i 49,55% to mężczyźni (10 681). W gminie zameldowanych jest 737 cudzoziemców. Na każdy kilometr kwadratowy przypada 18,35 mieszkańca. Pod względem wielkości gmina zajmuje 84. miejsce.